# Richtlinie 819
Die Richtlinie 819 (Ril 819, LST-Anlagen planen) ist eine Richtlinie der Deutschen Bahn und richtet sich an Planer von Anlagen der Leit- und Sicherungstechnik für Eisenbahnanlagen von Eisenbahnen des Bundes (EdB).
Sie ist wie alle Richtlinien der Deutschen Bahn in Module gegliedert und kann bei der Deutschen Bahn käuflich erworben werden. Sie ist inhaltlich Nachfolger der Druckschrift (DS) 818 der Deutschen Bundesbahn sowie entsprechender Vorschriften der Deutschen Reichsbahn. Soweit erforderlich, unterscheidet sie zwischen dem Bereich der DS 301 und DV 301 (Signalbuch), ist aber sonst bundesweit gültig und harmonisiert.
Eisenbahnanlagen der Deutschen Bahn sind auf Grundlage dieser Richtlinie zu planen und zu prüfen. Abweichungen von der Richtlinie müssen durch die Konzernzentrale genehmigt werden. Als anerkannte Regeln der Technik sind sie sicherheitsrelevant und werden gemäß § 4 Absatz 1 des Allgemeinen Eisenbahngesetzes (AEG) vom Eisenbahn-Bundesamt bei der Eisenbahnaufsicht als Grundlage herangezogen. Prinzipiell kann das Eisenbahn-Bundesamt jedoch auch anweisen, dass die Sicherheit zu erhöhen ist und die vorhandenen Planungsrichtlinien geändert werden müssen.
Für die konkrete Ausführung existieren Regelzeichnungen, festgelegte Symbole und zahlreiche Beispiele. Als Software-Werkzeug ist die Software ProSig von WSP verbindlich eingeführt worden. Langfristig soll der Datenaustausch, auch mit Herstellern von LST-Anlagen und Planprüfern, elektronisch erfolgen.
Zu der Richtlinie gibt es „Technische Mitteilungen Fahrweg“ (TM Fahrweg), die neuere Erkenntnisse nach Redaktionsschluss der Richtlinie verarbeiten und sie ergänzen und anpassen. Diese finden sich im DB Portal.